# Bobinier
Pour les articles homonymes, voir Bobine.
Le bobinier est le technicien qui réalise les circuits magnétiques avec l'aide de différentes machines.

## Définition
Un moteur électrique est constitué d'un circuit magnétique composé de fer ou de ferrite. Autour de ces matériaux, il faut enrouler un fil de cuivre de manière homogène. Chaque caractéristique mécanique et électrique va différer en fonction des bobinages du moteur. Les bobines ainsi créées permettront de créer un flux magnétique permettant la mise en rotation de l'arbre de la machine.

## Formation

### En France
Cet emploi est accessible après une formation en électricité. Exemples de formations  :
- CAP Électricien
- BP électricien(ne)
- Bac pro Métiers de l'électricité et de ses environnements connectés (MELEC)